# Philipp Lahm
Philipp Lahm (München, 11. studenog 1983.), je bivši njemački nogometaš i reprezentativac koji je igrao na poziciji desnog bočnog, a ponekad i na poziciji obrambenog veznog.
Većinu karijere je proveo igrajući za Bayern München. Za Bayern je već igrao kada je bio mladić. U sezoni 2002./03. mijenjao je klub i prešao u VfB Stuttgart, gdje je ostao dvije sezone na posudbi. Razlog Lahmovog prelaska u Stuttgart bio je taj što je Bayern tada imao jednog dobrog obrambenog igrača, Francuza Bixentea Lizarazua. U Stuttgartu je sudjelovao u 53 utakmice od kojih je u samo dvije zatresao mrežu protivnika. Sa Stuttgartom je sedam puta igrao u Ligi prvaka i šest puta u Kupu UEFA-e. U srpnju 2005. godine Lahm se vraća u Bayern.
Svoj prvi nastup za reprezenatciju Njemačke odigrao je 18. veljače 2004. u Splitu protiv Hrvatske. S Njemačkom je sudjelovao na EURO-u 2004., na SP-u 2006. i na EURO-u 2008. (gdje je postigao pogodak koji je Njemačku odveo u finale).
S Elfom je 2014. godine postao svjetski prvak osvojivši Svjetsko prvenstvo koje se održavalo u Brazilu.

## Nagrade i uspjesi
FC Bayern München
- Bundesliga: 2002./03., 2005./06., 2007./08., 2009./10., 2012./13., 2013./14., 2014./15., 2015./16., 2016./17.
- Njemački kup: 2002./03., 2007./08., 2009./10., 2012./13., 2013./14., 2015./16.
- Njemački liga-kup:  2007.
- UEFA Liga prvaka: 2012./13.
- UEFA Superkup: 2013.
- FIFA Svjetsko klupsko prvenstvo: 2013.

Njemačka
- Svjetsko prvenstvo: 2014.

## Vanjske poveznice
- Profil na Transfermarktu
- Profil na Soccerwayu